# Gravina (geologia)

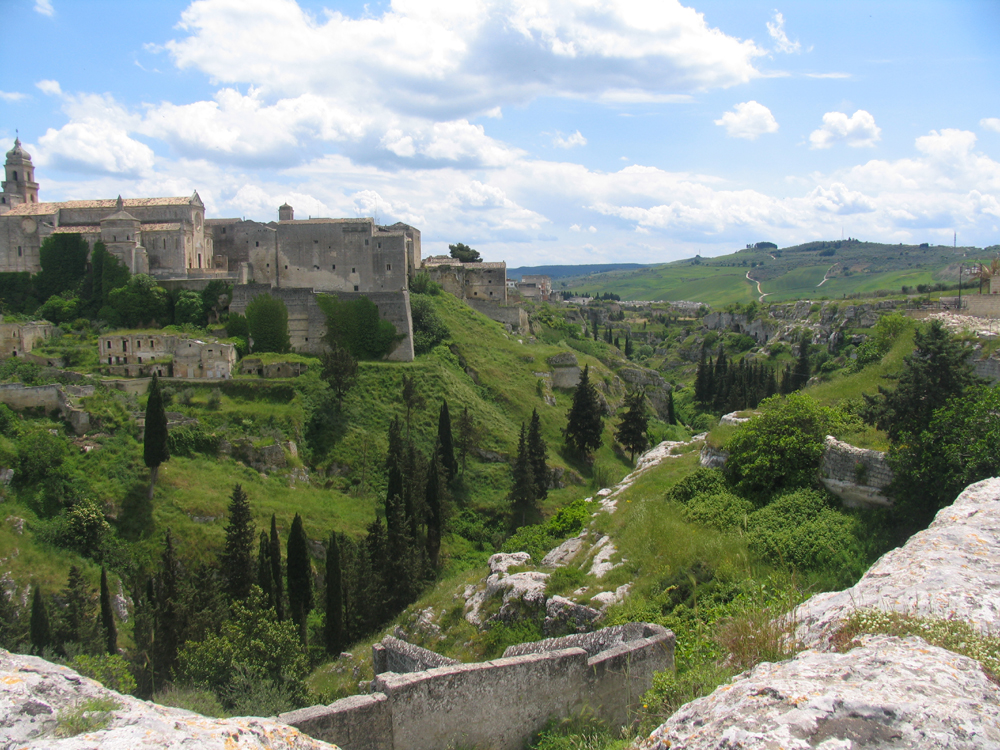
Le gravine di Gravina in Puglia. Sullo sfondo, la parte posteriore della cattedrale.

Le gravine sono incisioni erosive profonde anche più di 100 metri, molto simili ai canyon, scavate dalle acque meteoriche nella roccia calcarea. Le loro pareti, molto inclinate ed in alcuni casi verticali, possono distare tra loro da poche decine a più di 200 metri. Il nome deriverebbe dal prelatino graba (da confrontare con il messapico graba e con il lettone e il salentino grava), in origine indicante un'erosione della sponda di un fiume e poi passato a indicare genericamente i burroni e i crepacci.

## Geologia

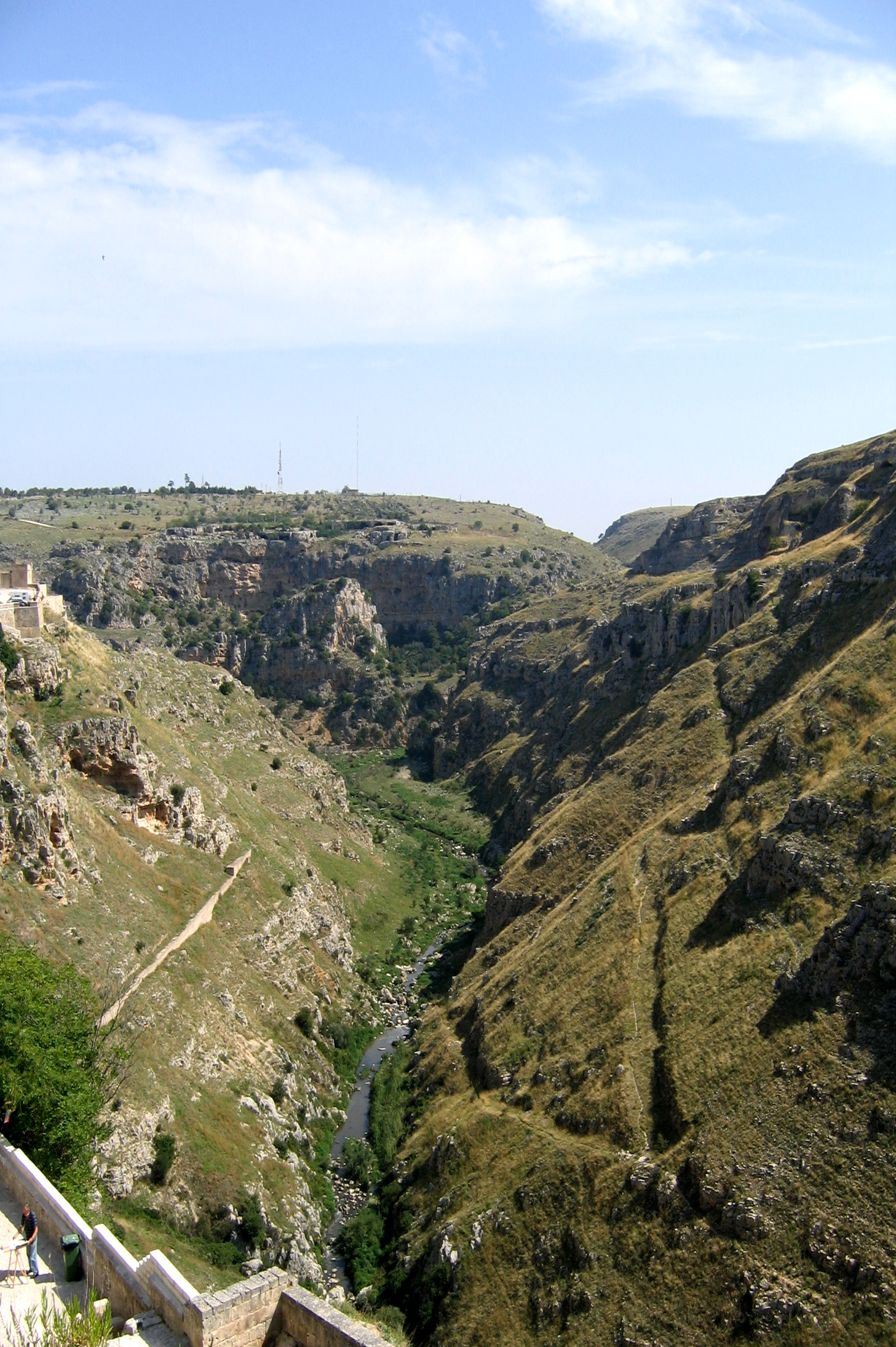
La Gravina di Matera

Gravina di Villa Castelli e viadotto dell'Impero

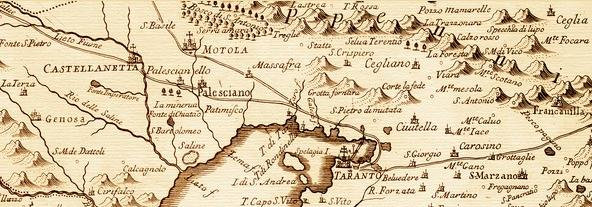
Murgia meridionale

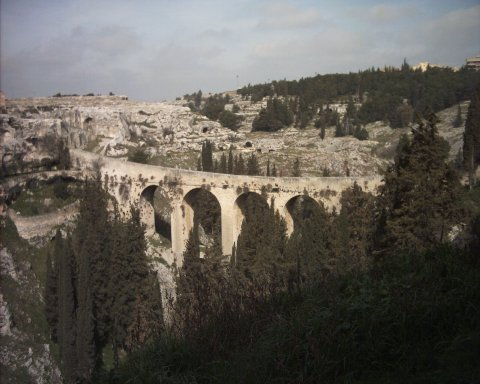
La Gravina di Botromagno (Gravina in Puglia) e viadotto Madonna della Stella

Sono tipiche dell'altopiano delle Murge, in un territorio molto esteso. Al loro interno è possibile trovare corsi d'acqua effimeri che diventano tumultuosi in occasione di abbondanti precipitazioni. Analoghe incisioni del terreno, costituite da pareti meno aspre e accidentate, vengono definite "lame". Prendono il nome di lame anche i tratti iniziali o terminali meno aspri di una gravina.
I processi di formazione delle gravine sono paragonabili a quelli tipici della formazione dei deserti: le gravine raccolgono le acque solo nei periodi piovosi, ma la proprietà dei terreni calcarei di essere resi teneri dall'umidità, rende possibile l'erosione del letto della gravina anche in presenza di corsi d'acqua di portata modesta. In condizioni di aridità, infatti, i suoli e le rocce non producono sedimenti e non forniscono detriti tali da colmare i corsi d'acqua o da limitarne la forza erosiva. Allo stesso tempo, il calcare delle pareti risulta invece secco, duro e protetto da una patina che costituisce una protezione ulteriore al disfacimento, pertanto le gravine conservano i profili scoscesi.
I ritmi ed i tempi della storia naturale sono quelli della ecologia del paesaggio, che è la disciplina che studia le relazioni fra gli elementi della biocenosi e la loro distribuzione nello spazio.
L'energia che alimenta il sistema-Terra e ne condiziona l'evoluzione ha origini esogene, come l'energia solare, ed altre endogene, come il calore generato dalle reazioni chimiche. A queste ultime fanno riferimento fenomeni come il vulcanismo ed i movimenti tettonici, i creatori delle disegualianze morfologiche della Terra: sono questi che hanno consentito, ad esempio, l'emersione del territorio pugliese dai fondali marini. Altra forza endogena è la forza di gravità, che è alla base, con il movimento delle masse ad essa soggette, del fenomeno dell'erosione eolica e, soprattutto, idrica. Essa agisce sul substrato secondo le leggi dell'entropia, disgregandolo e spostando le sue minute particelle, con l'effetto di attenuare le variazioni morfologiche. La storia naturale deriva, quindi, dall'equilibrio fra forze morfogenetiche (generatrici di substrato) e forze pedogenetiche (generatrici di terreno).
Il risultato di questa alternanza è la ricca fenomenologia carsica del suolo pugliese tutto. L'attuale fase vede di gran lunga prevalere i fenomeni pedogenetici. Il blocco calcareo formatosi per sedimentazione marina nel periodo compreso tra il Giurassico superiore e il Cretaceo emerse a causa dei movimenti tettonici caratterizzandosi già allora per la presenza di numerose faglie e fratture, tali fratture subirono processi erosivi che ne causarono l'allargamento. Su questa ossatura calcarea, si depositarono in tempi pleistocenici a causa di una nuova ingressione marina, i calcari detritici più teneri: le calcareniti.
I calcari del Cretaceo sono caratterizzati da un elevato contenuto di carbonato di calcio (85%), quasi del tutto derivato da diretta o indiretta produzione organica, dovuta ad alghe, molluschi, coralli, spugne ecc. e sono costituiti dal minerale calcite (CaCO3), originatosi in ambiente marino in conseguenza di un processo di sedimentazione che è durato circa 80 milioni di anni.
Questo lungo processo sedimentario di natura biochimica e chimica è avvenuto a spese del carbonato di calcio presente in soluzione nelle acque marine e lacustri. Esso è stato fissato dagli organismi per formare le parti solide di scheletri e gusci. Questi gusci si sedimentarono dopo la morte degli organismi o quando gli organismi unicellulari si liberavano dai gusci stessi durante i processi riproduttivi.

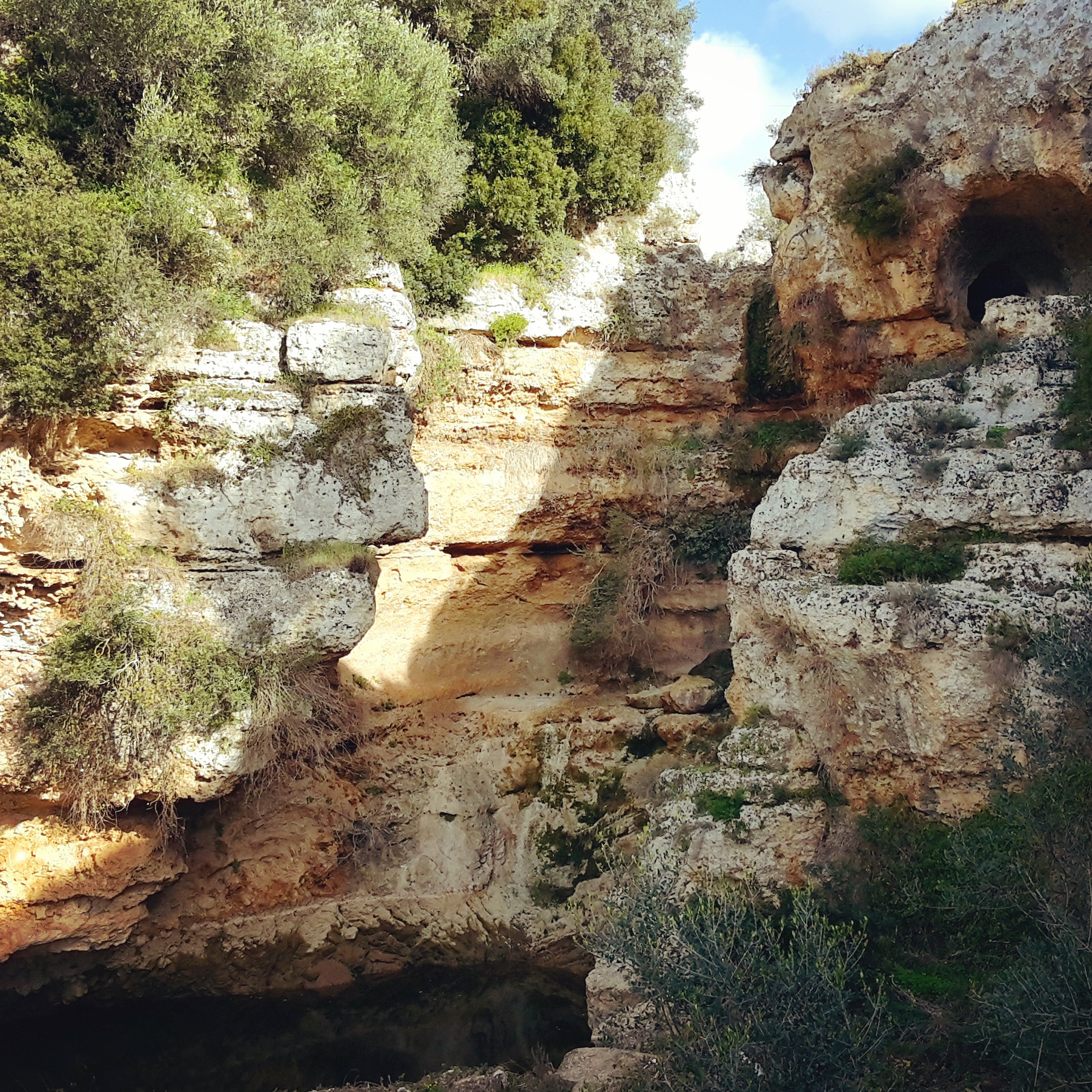
Gravina di Riggio

La precipitazione del carbonato di calcio veniva favorita dalla presenza di climi caldi e in ambienti marini che avevano scarsa comunicazione con il mare aperto, come è avvenuto per i bacini a circolazione ristretta delle Murge e del Salento.
Le calcareniti sono rocce calcaree detritiche a grana media, formate da granuli delle dimensioni delle sabbie e prevalentemente di natura calcarea, immersi in legante (cemento) di calcite macrocristallina o in una matrice calcarea microcristallina (micrite). Sulle Murge le calcareniti si trovano distribuite ai bordi degli affioramenti calcarei dell'era mesozoica e appartengono al Pleistocene.
L'area che costituisce il cuore del presente lavoro giace fra le estreme propaggini meridionali delle Murge ed il Mar Jonio. Il substrato è costituito da sedimenti, costituiti da calcare cretacico, affiorante in coincidenza delle alture delle Murge di Sud-Est tra le quali spicca il lungo e profondo crepaccio della gravina di Gravina in Puglia, le più importanti Murge Tarantine (a Sud-Est della città) e il vasto tavolato a Nord di Taranto, lievemente digradante verso il Mar Piccolo. La gran parte delle aree pianeggianti è occupata invece da depositi continentali e soprattutto marini plio-pleistocenici, le calcareniti, noti localmente come tufi. Il territorio ad Ovest della città è invece costituito da depositi alluvionali ghiaioso-limosi più recenti, di età pleistocenica-olocenica. Le coste sono occupate da formazioni dunali recenti, che nel settore occidentale non sono ancora cementate ed assumono la morfologia di dune fisse grazie alla copertura vegetale; in quella orientale prevalgono invece dune cementate a composizione calcarea, derivanti dalla degradazione della calcarenite.

### La morfologia generale

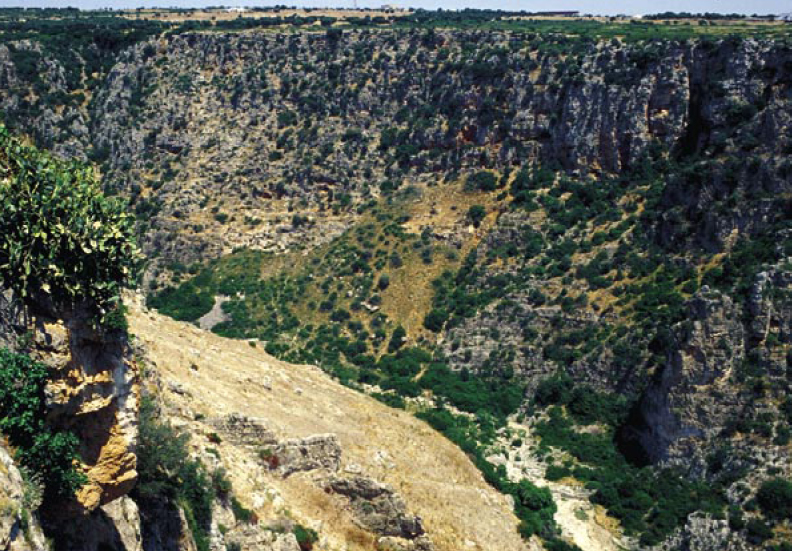
La Gravina di Castellaneta (Taranto)

L'area occupata dai calcari cretacici coincide per lo più con i pochi rilievi della zona, che raggiungono la massima altitudine fra i 400 ed i 450 m s.l.m. in corrispondenza delle Murge di Sud-Est (i Monti di Martina); per il resto si limita a emergenze molto meno accentuate, come le Coste di Sant'Angelo, a Nord di Statte, il Monte Castello ad Ovest di Montemesola, ed il Monte fra San Giorgio e San Crispieri.
Le aree pianeggianti costituiscono invece un tavolato lievemente degradente verso il mare, interrotto da terrazzi più o meno rilevati.
La monotonia di questa formazione è interrotta da incisioni più o meno accentuate, che vanno da semplici solchi a vere e proprie gravine.

### Il carsismo di superficie delle gravine
La natura calcarea del substrato è all'origine della ricca fenomenologia carsica presente nel Tarantino. Questa è, unitamente alle caratteristiche climatiche, alla base della cronica penuria di riserve idriche.
La presenza di una falda freatica variamente abbondante ha costituito un importante elemento critico, condizionando il destino insediativo ed economico della regione.
La fenomenologia carsica di superficie è stata accelerata dal precoce denudamento del terreno, che ha preso le mosse già in Età Antica ed è alla base delle varie forme di carso scoperto.
Le emergenze più eclatanti sono, tuttavia, le gravine e le lame, che, nonostante non assumano per dimensioni le analoghe formazioni dell'Ovest della provincia, costituiscono momenti paesaggistici molto rilevanti, accentuato dalla estrema abbondanza di memorie storiche in esse contenute.
Ricco è anche il repertorio delle grotte carsiche, che parimenti coniugano memorie geologiche ed evidenti tracce di plurimillenaria frequentazione umana.

### In semplici parole

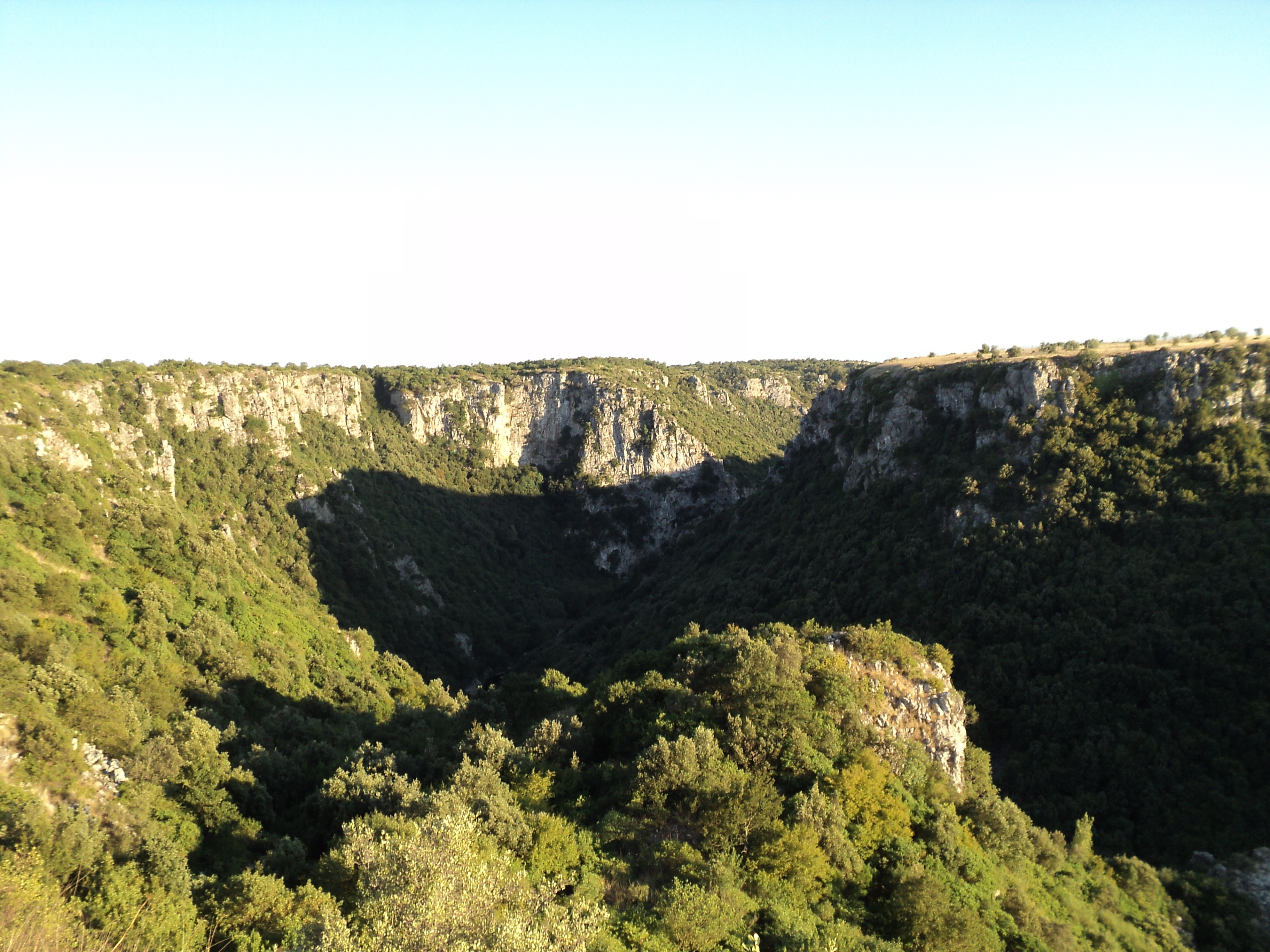
Veduta della Gravina di Laterza

La gravina è una formazione carsica che ha avuto origine grazie agli spostamenti tettonici che hanno a loro volta permesso l'emersione dell'intera Puglia dai fondali marini. Questi spostamenti oltre a far emergere le terre hanno creato, nelle zone più friabili lunghe e profonde lesioni.
La zona del tarantino in genere ma soprattutto dell'ovest di Taranto è caratterizzata da formazioni carsiche (gravine) di consistenza più friabile. Da qui la creazione di gravine più profonde e lunghe di quelle presenti nella zona est. In seguito, la forza del vento delle acque e il progressivo disboscamento delle zone hanno scavato ulteriormente le gravine in profondità e larghezza. Ancora oggi scorrono, sul fondo delle gravine, i torrenti che le hanno scavate.

## Insediamenti

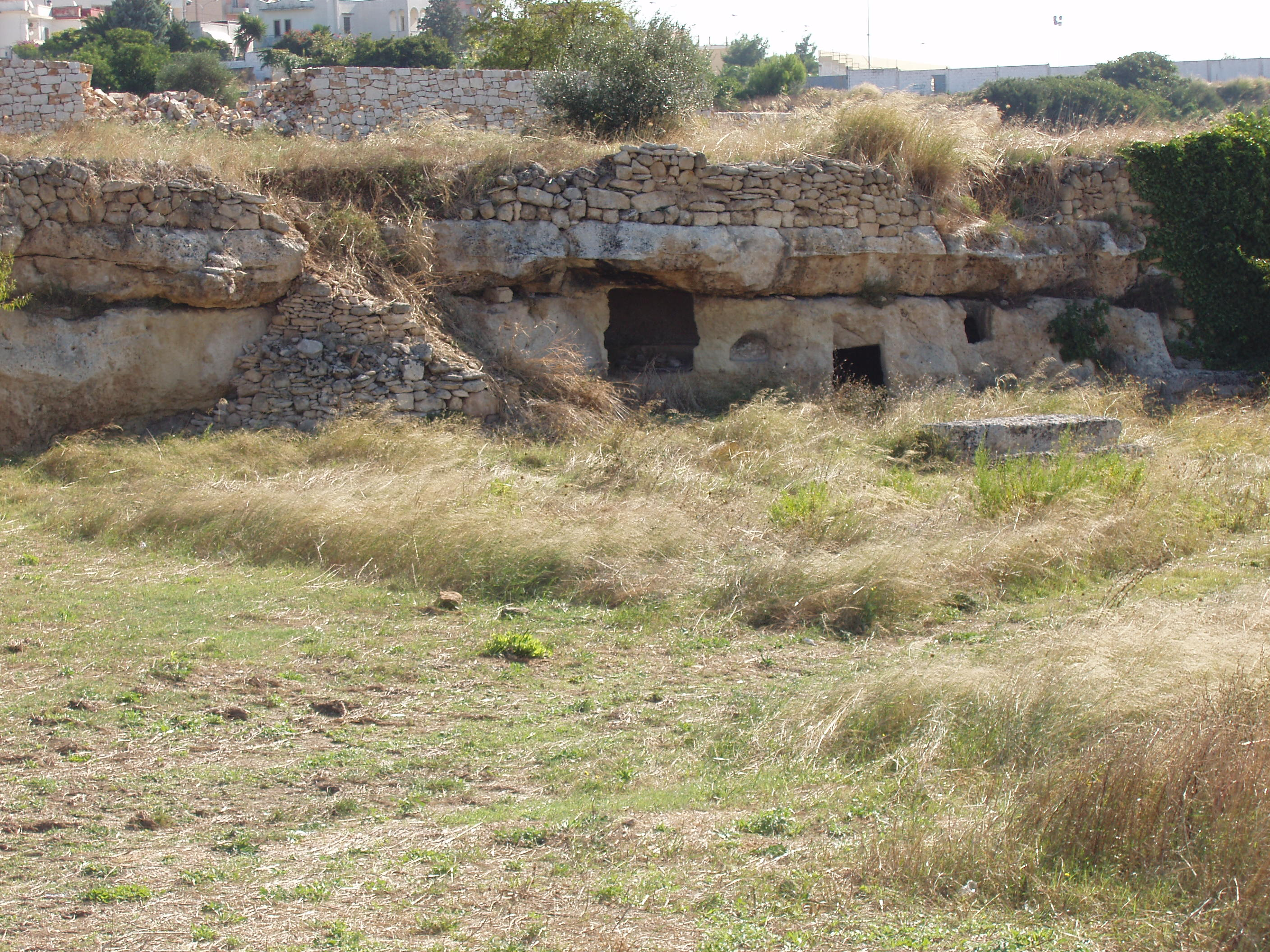
Insediamenti rupestri

Lungo le varie gravine si sono insediati molti paesi sia per sfruttare questi canyon come efficientissima difesa naturale, sia per la presenza di grotte naturali che esse presentano sulle loro pareti. Infatti non è difficile trovare lungo le gravine insediamenti rupestri medioevali ma anche preistorici, grazie alla forte presenta di grotte e di cavità.
E infine, ma non per importanza, per la presenza di corsi d'acqua sia superficiali che sotterranei.

## Flora e fauna

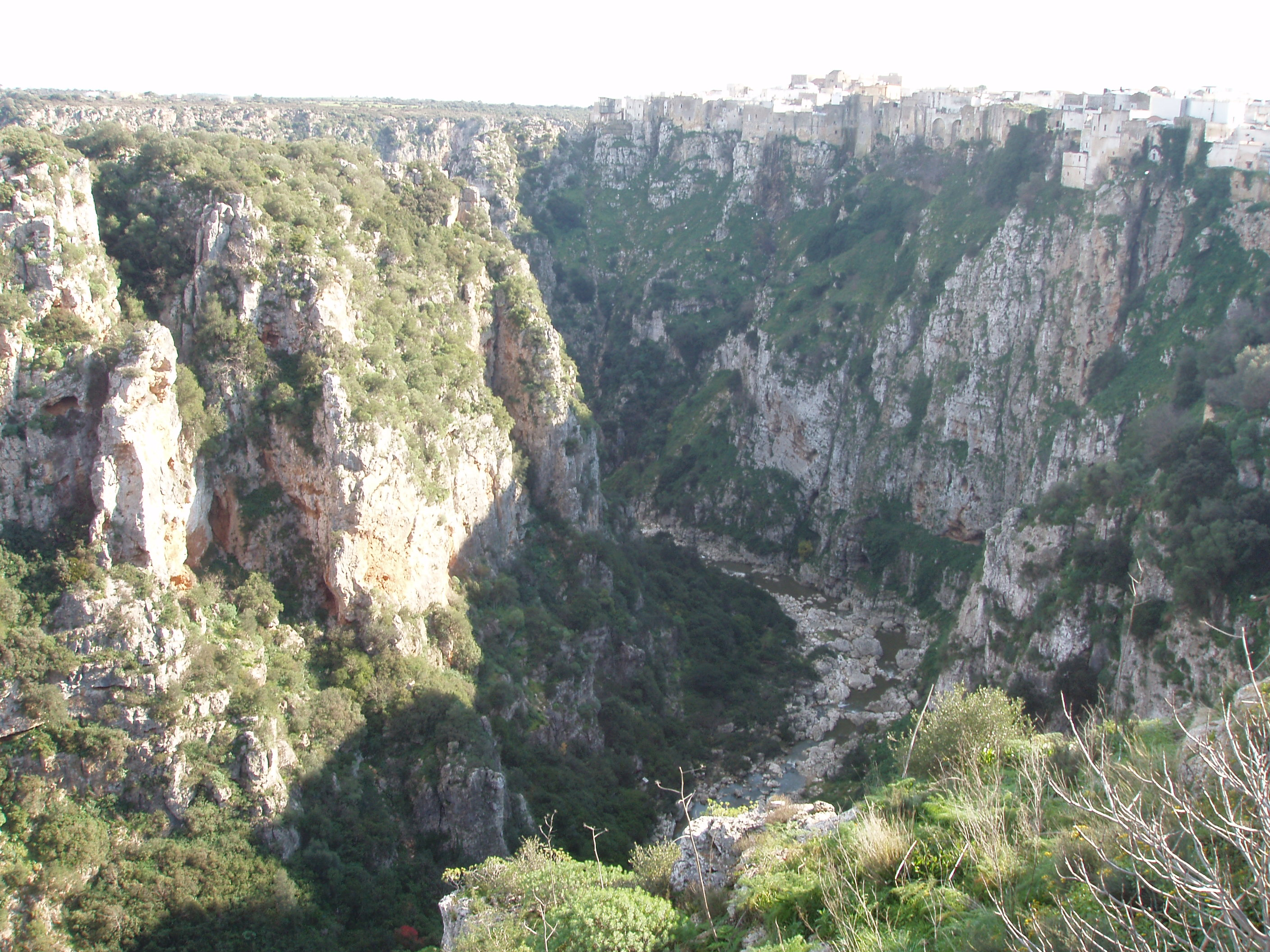
Altra veduta della gravina di Castellaneta

Dal punto di vista naturale, soprattutto a causa delle condizioni impervie, le gravine costituiscono un rifugio per la fauna e anche per la vegetazione. È possibile incontrare rapaci di piccole dimensioni come il lanario, il grillaio e il gheppio, ma anche il nibbio bruno, la poiana, il biancone, il capovaccaio (molto raro) e il gufo comune.
Altri volatili presenti nelle gravine sono il corvo imperiale, rondoni, barbagianni, civette e cinciallegre. Di notte è facile incontrare i pipistrelli.
Negli stagni presenti nelle gravine sono presenti l'ululone dal ventre giallo, tipico delle gravine dell'Italia meridionale, la rana, il tritone e il rospo.
I mammiferi più comuni sono la volpe, l'istrice, il tasso, il cinghiale e piccoli roditori come il moscardino. Rettili presenti sono i serpenti cervone, la vipera e la meno pericolosa lucertola e tartaruga. Presenza comune è quella del "pugliese" geco di Kotschy che nella tradizione popolare è chiamata lucertola m'bracidita o fracitana (lucertola marcia).
Dal punto di vista della vegetazione sono presenti il leccio, il pino d'aleppo, il corbezzolo, il frassino, il carrubo, l'acero selvatico e l'asparago selvatico. Nelle gravine si possono trovare anche orchidee spontanee, il caprifoglio, i ciclamini, il biancospino e le rose selvatica, oltre al melograno, al cotogno e al fico d'India.
Soprattutto per preservare questi ambienti in questi anni si è discusso e realizzato il parco naturale Terra delle Gravine